# Erste Group
Die Erste Group Bank AG, kurz Erste Group, ist mit mehr als 16 Millionen Kunden und über 2.000 Filialen in sieben Ländern eine der größten Bankengruppen in Zentral- und Osteuropa. Die Erste Group mit Hauptsitz in Wien, Österreich, ist als Universalbank tätig.
Sie ist Teil der Sparkassengruppe Österreich und des Österreichischen Sparkassenverbands. Hauptaktionär ist die gemeinnützige Erste Stiftung.

## Geschichte

### Gründung und Börsengang
Im Jahr 1997 ging die Erste Bank, 1819 als Erste österreichische Spar-Casse gegründet, an die Wiener Börse. 2008 wurde die Erste Bank in die neu gegründete Holdinggesellschaft Erste Group und das Tochterunternehmen Erste Bank Österreich aufgeteilt; deren Auslandsbeteiligungen wurden von der neuen Holding übernommen. Die Erste Group fasste nun alle Gesellschaften des Konzerns unter sich zusammen.

### Zukäufe in Zentral- und Osteuropa
Nach den Umstrukturierungen und dem Börsengang begann die zu dieser Zeit als Mutterkonzern fungierende Erste Bank mit dem Expansionskurs in Mittel- und Osteuropa.

#### Ungarn
In Ungarn wurde im Jahr 1997 die Mezőbank erworben, die ein Jahr darauf in Erste Bank Hungary Zrt umbenannt wurde. 2003 wurde die ungarische Postabank erworben, welche ein Jahr später mit der Erste Bank Hungary Zrt fusionierte. Am 17. Dezember 2021 gab die Erste Group bekannt, dass sie 100 % der Anteile der ungarischen Commerzbank Zrt. übernehmen wird.

#### Tschechien
Im Jahr 2000 wurden 52 % der Anteile an der tschechischen Sparkasse Česká spořitelna für 530 Millionen Euro übernommen. In den folgenden zwei Jahren folgte die Übernahme weiterer Anteile, womit Ende 2002 98 % der Anteile an dem tschechischen Kreditinstitut gehalten wurden und sich der Gesamtpreis an der Akquisition auf 1,354 Mrd. Euro erhöhte. Im Oktober 2018 wurden die restlichen Anteile übernommen.

#### Slowakei
2000 wurden 87,18 % der Anteile der slowakischen Bank Slovenská sporiteľňa (SLSP) für 425 Millionen Euro übernommen. Im selben Jahr wurden 20 % dieser Aktien wieder an die Osteuropabank Europäische Bank für Wiederaufbau und Entwicklung (EBRD) verkauft, wodurch der Anteil an der SLSP auf 67,2 % sank. Im April desselben Jahres wurden die restlichen 10 % von der slowakischen Staatsregierung erworben. Am 1. Jänner 2005 wurden die verbleibenden 19,99 % der SLSP im Rahmen einer Call/Put-Option von der EBRD aufgekauft.

#### Österreich
Im Jahr 1996 wurde die Salzburger Sparkasse in die Bankengruppe eingegliedert.
Kurz vor der Jahrtausendwende übernahm die Sparkasse Oberösterreich von der Erste Bank alle Oberösterreich-Filialen, woraufhin 26 % der Anteile an der inzwischen größten Bundesländersparkasse übernommen wurden. Im Jahr 2000 beteiligte sich die Erste Bank mit 25 % an der Steiermärkischen Sparkasse. Im Dezember 2001 wurden 51 % an der Tiroler Sparkasse erworben.
Im Oktober 2007 wurden Anteile an der Bausparkasse der österreichischen Sparkassen übernommen.
Während im August 2016 39,79 % der Anteile an der Sparkasse Oberösterreich gehalten wurden, betrug dieser Anteil im Jahr 2021 39,19 %. Ebenfalls 2021 erfolgte die vollständige Übernahme der Bausparkasse der österreichischen Sparkassen. Im Januar 2024 wurden 16,84 % an der Sparkasse Oberösterreich gehalten.
Die Beteiligungen der Salzburger Sparkasse, der Sparkasse Oberösterreich und der Tiroler Sparkasse befinden sich weiterhin im Besitz der Erste Bank, nicht der Erste Group.

#### Kroatien
In den Jahren 1997 bis 2000 wurden die kroatischen Kreditinstitute Bjelovarska banka d.d., Trgovačka banka d.d. und Čakovečka banka d.d. übernommen, die im September 2000 zur Erste & Steiermärkische Bank d.d. fusionierten.  Die Übernahme von 85 % der Anteile der kroatischen Bank Riječka banka d.d. erfolgte im Jahr 2002. Die Erste & Steiermärkische Bank d.d. ist mittlerweile die drittgrößte Bank Kroatiens (Stand 2023).

#### Serbien
Im Juli 2005 wurde mit dem serbischen Staat ein Kaufvertrag über den Erwerb von 83,28 % der Aktien der serbischen Novosadska banka für 73,17 Millionen Euro geschlossen, die zu diesem Zeitpunkt 260.000 Kunden betreute und 889 Mitarbeiter beschäftigte. Die Anteile an dem serbischen Kreditinstitut wurden im Herbst 2005 von 83,3 % auf 95,6 % erhöht, und ab Mai 2006 wurden 99,99 % der Anteile gehalten. Im Januar 2006 wurde die Novosadska banka in Erste banka Novi Sad umfirmiert.

#### Rumänien
Im Dezember 2005 wurde die bisher größte Auslandsdirektinvestition der österreichischen Wirtschaftsgeschichte getätigt, indem 61,88 % der Banca Comercială Română S.A. (BCR), der größten rumänischen Bank mit 2,8 Millionen Kunden und 12.000 Mitarbeitern, für 3,75 Milliarden Euro übernommen wurden. In den Jahren 2007 (7,2 %) und 2012 (24 %) wurden weitere Anteile an der rumänischen Bank übernommen, und im Juni 2018 erhöhte sich der gehaltene Anteil von 93,58 % auf 99,88 %.

#### Polen
Am 5. Mai 2025 hat die Erste Group bekannt gegeben, dass sie den Erwerb eines beherrschenden 49%-Anteils an Santander Bank Polska Group S.A. sowie eines 50%-Anteils an Santander Towarzystwo Funduszy Inwestycyjnych S.A. von der Banco Santander S.A. für einen Gesamtpreis von 7,0 Milliarden Euro in bar plant. Der Erwerb soll vollständig aus eigener Kraft finanziert werden, u. a. mittels Streichung des 700-Millionen-Euro-Aktienrückkaufprogramms und temporärer Reduzierung der Dividenden-Ausschüttungsquote für 2025. Der Abschluss der Transaktion steht unter dem Vorbehalt der üblichen regulatorischen Genehmigungen, insbesondere seitens der polnischen Finanzaufsichtsbehörde (KNF) und kartellrechtlicher Genehmigungen durch die Europäische Kommission. Vorbehaltlich der regulatorischen Genehmigungen und weiterer aufschiebender Bedingungen, einschließlich des Abschlusses des Verkaufs der Santander Consumer Bank an die Santander Group, wird das Closing der Transaktion um das Jahresende 2025 erwartet.

#### Sonstige Zukäufe
Darüber hinaus wurden Tochtergesellschaften von Sparkassen und Unternehmen in Moldawien (1998), Slowenien (1999 und 2006), Bosnien und Herzegowina (2006), Nordmazedonien (2008) sowie Montenegro (2009) gegründet. 2007 erwarb das Kreditinstitut für 79,4 Millionen Euro 100 % der Anteile an der Bank Prestige in der Ukraine und benannte sie in Erste Bank Ukraine um. Im April 2013 verkaufte die Erste Group die Erste Bank Ukraine für rund 63 Millionen Euro an die Eigentümer der ukrainischen Fidobank, um ihre Ressourcen auf das Kundengeschäft im östlichen Teil der Europäischen Union zu konzentrieren.

### Wechsel in der Geschäftsführung
Ab Gründung der Erste Group im Jahr 2008 war Andreas Treichl Vorstandsvorsitzender, der bereits von Juli 1997 bis 2008 als Vorstandsvorsitzender der Erste Bank fungiert hatte. Im September 2018 wurde Bernhard Spalt vom Aufsichtsrat der Erste Group als Nachfolger von Andreas Treichl zum Vorstandsvorsitzenden der Erste Group bestellt und trat sein Amt zum 1. Jänner 2020 an.
Im Mai 2022 wurde bekannt gegeben, dass Spalt seinen Vertrag als Vorstandsvorsitzender nicht verlängern werde. Daraufhin wurde Willibald Cernko am 15. Juni 2022 vom Aufsichtsrat zum Vorstandsvorsitzenden ab dem 1. Juli 2022 gewählt. Im Oktober 2023 kündigte die Erste Group an, dass Peter Bosek ab Juli 2024 den Vorstand der Bankengruppe übernehmen wird, der bereits zuvor 25 Jahre lang in verschiedenen Leitungsfunktionen des Konzerns tätig gewesen war, unter anderem als Vorstandsvorsitzender der Erste Bank Österreich.

## Strukturierung der Erste Group
Die Erste Group Bank AG ist eine Aktiengesellschaft, die 2008 aus der Erste Bank hervorging und seitdem als Holding für die Tochterbanken des Konzerns im In- und Ausland fungiert.
Das Kreditinstitut ist in sieben Ländern in Zentral- und Osteuropa aktiv, wobei sich das Privat- und Firmenkundengeschäft auf den östlichen Teil der Europäischen Union, einschließlich Österreich, konzentriert.
Der Firmensitz der Erste Group befindet sich in Wien, Österreich. Darüber hinaus unterhält die Bankengruppe Zweigniederlassungen in New York, Hongkong und Deutschland (Berlin und Stuttgart), die das kommerzielle Kreditgeschäft mit ausländischen Banken, Leasingfirmen und staatlichen Schuldnern sowie den institutionellen Vertrieb abdecken.
Die Erste-Group-Aktie wird an den Börsen von Wien, Prag und Bukarest gehandelt und ist in den Indizes CEETX, ATX und PX gewichtet. Sie bildet den am meisten gewichteten Bestandteil des ATX, der das Blue-Chip-Segment an der Wiener Börse widerspiegelt (Stand: 21. März 2024). Die Bankengruppe hält 11,7 % der Anteile an der Wiener Börse.

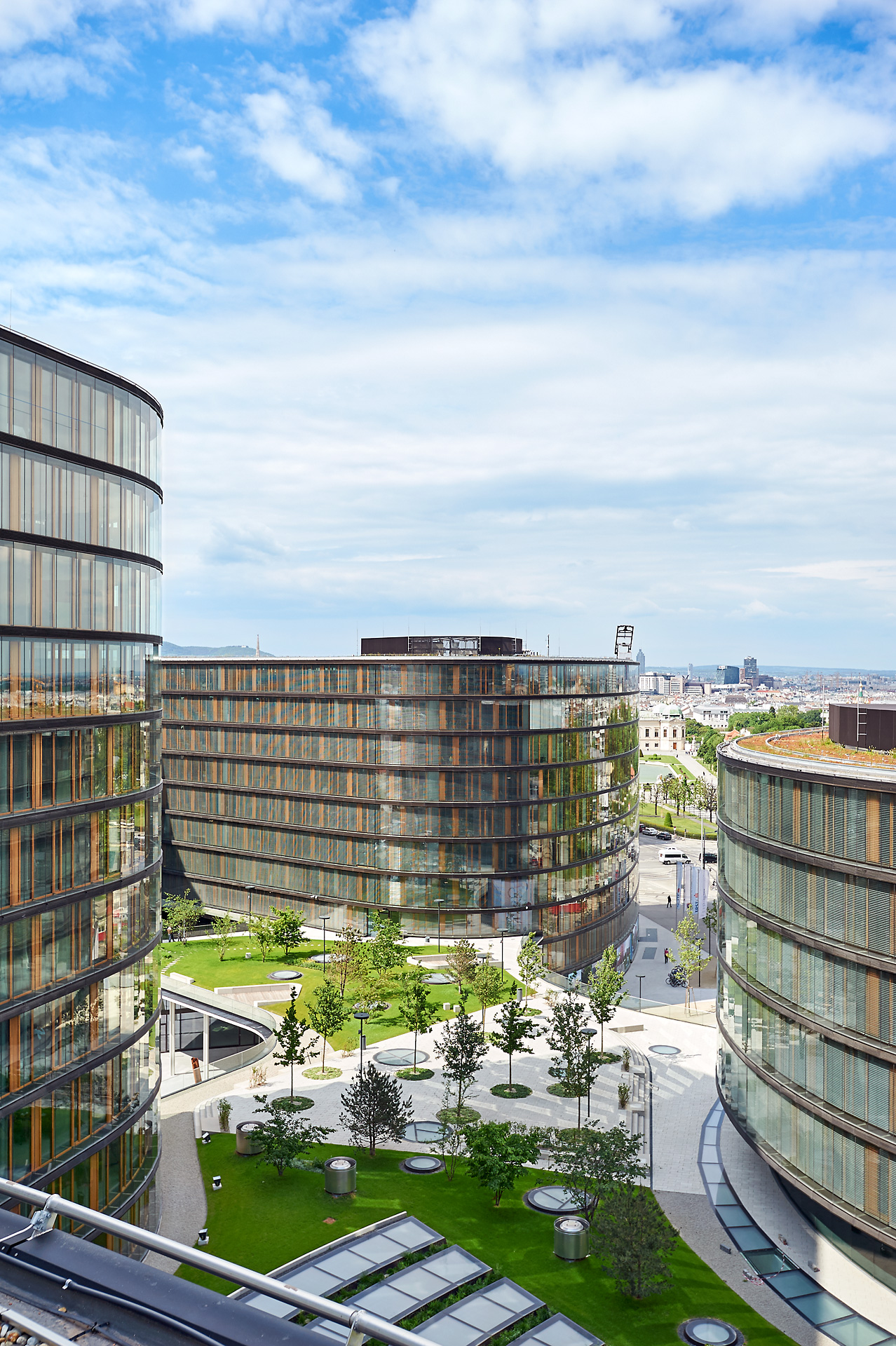
Erste Campus in Wien

| Tochterbanken der Erste Group               | Tochterbanken der Erste Group | Tochterbanken der Erste Group | Tochterbanken der Erste Group |
| Bank                                        | Land                          | Anteil                        | Anmerkungen |
| ------------------------------------------- | ----------------------------- | ----------------------------- | --- |
| Erste Bank der oesterreichischen Sparkassen | Österreich                    | 100 %                         | die Erste Bank wurde der Erste Group Bank AG (Holdinggesellschaft) unterstellt                                                                    |
| Erste & Steiermärkische Bank d.d.           | Kroatien                      | 69,3 %                        | Entstanden aus der Fusion der Bjelovarska banka, Trgovačka banka, Čakovečka banka und Riječka banka im September 2000, drittgrößte Bank Kroatiens |
| Česká spořitelna                            | Tschechien                    | 100 %                         | größte Privatkundenbank Tschechiens; 2000: 52,07 % übernommen                                                                                     |
| Slovenská sporiteľňa (SLSP)                 | Slowakei                      | 100 %                         | 2000: Übernahme von 67,2 %; 2005: Call-Option auf weitere 19,99 % eingelöst, anschließend 100 %-Übernahme                                         |
| Erste Bank Hungary                          | Ungarn                        | 100 %                         | betreibt fünftgrößtes Filialnetz in Ungarn; entstand 1998 aus Mezőbank, 2004 mit Postabank fusioniert                                             |
| Erste banke Novi Sad                        | Serbien                       | 80,5 %                        | Umfirmierung aus Novosadska banka im Januar 2006; zwölftgrößte serbische Bank nach Bilanzsumme                                                    |
| Banca Comercială Română (BCR)               | Rumänien                      | 99,9 %                        | größte Bank Rumäniens |
| Slovenia Banka Sparkasse                    | Slowenien                     | 28 %                          | k. A. |

| Weitere Tochterunternehmen der Erste Group | Weitere Tochterunternehmen der Erste Group | Weitere Tochterunternehmen der Erste Group                                                                                         |
| Bank                                       | Anteil                                     | Anmerkungen |
| ------------------------------------------ | ------------------------------------------ | --- |
| Erste Asset Management                     | 91,1 %                                     | k. A. |
| Erste Digital                              | 82,1 %                                     | k. A. |
| Erste Group Immorent                       | 100 %                                      | k. A. |
| Intermarket Bank                           | 93,8 %                                     | Seit 2011 war die Intermarket Bank AG Teil der Erste Bank, im Jänner 2017 wurden die Anteile in die Erste Group Bank AG übertragen |

## Aktionäre
Mit Stand vom 30. Juni 2024 setzt sich die Aktionärsstruktur wie folgt zusammen:
- 5,76 % Erste Stiftung (direkte Beteiligung)
- 12,23 % Sparkassenbeteiligungs GmbH & Co KG (indirekte Beteiligung der ERSTE Stiftung)
- 3,40 % Sparkassenstiftungen (enthalten Anteile der Erste Mitarbeiterbeteiligung Privatstiftung, Sparkassenstiftungen im Syndikat, Eigenbestand der Sparkassen)
- 4,71 % Wiener Städtische Versicherungsverein
- 62,46 % Institutionelle Investoren
- 6,80 % Private Investoren
- 4,13 % BlackRock Inc.
- 0,35 % Identifizierte Handelspositionen
- 0,70 % Unbekannt (institutionelle und private Investoren)

Streubesitz: 74,44 %

## Produkte und Dienstleistungen

### George
Im Januar 2015 brachte Erste Group die digitale Banking-Plattform „George“ in Österreich auf den Markt. Die Markteinführung von George erfolgte in der ersten Jahreshälfte 2018 in der Slowakei sowie in Tschechien, später folgten Rumänien, Kroatien und Ungarn. Zum Jahresende 2023 wurde George von rund 10 Millionen Kunden genutzt.
Im Jahr 2023 fand am Erste Campus in Wien die „George UX Conference 2023“ statt, an der Vertreter von verschiedenen Finanzunternehmen teilnahmen.

### George Business
2023 führte die Erste Group die Corporate-Banking-Plattform „George Business“ ein, mit der Benutzer die finanzielle Gesundheit ihres Betriebs durch ein datenbasiertes Ratingsystem erheben und verbessern können sollen. Seit Juni 2023 haben mittelständische sowie große Unternehmen die Möglichkeit, George Business gemeinsam mit einer KI-gesteuerten Anwendung namens Yokoy zu verwenden, mit der die Unternehmenskunden ihr Ausgabenmanagement wie Spesen, Rechnungsverwaltung und Kreditkartentransaktionsprozesse automatisieren können.

### Private Banking
Die Sparte Private Banking betreut vermögende Privatkunden und bietet diesen Fondsprodukte in den Bereichen Private Equity Buy-out, Private Debt, Wagniskapital und Investitionen in Infrastrukturanlagen (Private Infrastructure) an. Kunden haben die Möglichkeit, ab einem Betrag von 50.000 Euro in Privatmarktanlagen (Private Equity) zu investieren. Seit dem Jahr 2019 wurde das Feld der Privatmarktinvestments kontinuierlich erweitert.

### Social Banking
Die Initiative Social Banking der Erste Group entstand 2006 mit der Gründung der Zweiten Sparkasse, bei der Menschen in finanziellen Notlangen Konten eröffnen und Beratungsdienstleistungen in Anspruch nehmen können. Im Jahr 2009 gründete die Erste Group ein Mikrofinanzinstitut in Rumänien, das Kredite an Unternehmer im ländlichen Bereich vergibt. Im Jahr 2016 wurde das Social Banking in allen Kernmärkten der Erste Group initiiert.
Das Programm unterstützt Gründer, Kleinunternehmen, soziale Organisationen sowie einkommensschwache Menschen in Zentral- und Osteuropa durch Kreditvergabe. Die Initiative bietet Betriebsmittel- und Überbrückungskredite, Start-up-Darlehen, Business-Schulungen, E-Learning-Angebote, Mentoring und Beurteilungen von Geschäftsplänen an. Bisher wurden 595,6 Millionen Euro an Finanzierungsmitteln bereitgestellt, mit denen 100.000 Arbeitsplätze geschaffen oder erhalten werden konnten (Stand: April 2024).

## Projekte und Initiativen

### Headquarters Erste Campus
Das Hauptquartier der Erste Group, der Ersten Bank Österreich und deren Tochtergesellschaften wurde im Frühjahr 2016 in Wien unter dem Namen Erste Campus eröffnet. Der Bau des Hauptquartiers begann am 26. Juni 2012 auf dem Gelände des ehemaligen Wiener Südbahnhofs und war das erste Großprojekt, das im Quartier Belvedere fertiggestellt wurde. In diesem Stadtteil befinden sich mehrere Unternehmen sowie Wohnhäuser, Grünflächen, Kultureinrichtungen, Museen, Geschäfte und Restaurants. Der Campus ist über die S-Bahn-Station Wien Quartier Belvedere und über die gleichnamige Haltestelle der Straßenbahnlinien D, O und 18 erreichbar.

### Erste Financial Life Park (Flip)
2016 wurde der Erste Financial Life Park (Flip) mit 1.500 m² interaktiver Ausstellungsfläche eröffnet. Das Flip bietet Fortbildungen zu finanzieller Eigenverantwortung und Überschuldungsprävention an. Das Flip hat seit seiner Gründung verschiedene Auszeichnungen erhalten, darunter den Entrepreneurship Education of the Year Award und den Red Dot Award. Neben der dauerhaften Ausstellung in Wien hat das Flip auch mobile Bildungsangebote unter dem Namen Flip2Go in einem umgebauten Bus. Anfang des Jahres 2024 gab die Geschäftsführung von Flip bekannt, gemeinsam mit der Rheinischen Sparkasse das Kozept des Flip2Go ab 2025 im Rheinland anzubieten.
Die Unabhängigkeit der Bildungsangebote wird durch einen wissenschaftlichen Beirat bestehend aus Fachleuten verschiedener Einrichtungen wie der WU Wien, Stanford University und der OECD sichergestellt.

### Financial Health Prototype
Ende des Jahres 2023 veröffentlichten Erste Bank sowie Erste Group als erstes österreichisches Finanzunternehmen die Finanz-KI Financial Health Prototype. Der Chatbot nutzt dabei die Technologien von OpenAI und ChatGPT. Das Projekt ist allerdings noch in der Entwicklungsphase, eine Beta Version kann jedoch schon online getestet werden.

### Europäisches Forum Alpbach
Die Erste Group ist langjähriger Partner des jährlich ausgetragenen Europäischen Forums Alpbach, bei dem Teilnehmer und Referenten aus Politik, Wirtschaft, Zivilgesellschaft, Kultur und Wissenschaft über gesellschaftliche Fragen und Herausforderungen sowie interdisziplinäre Maßnahmen diskutieren.

### Nachhaltigkeit
Im März 2021 verabschiedete die Erste Group ihre eigene Kohlerichtlinie, die Investitionen in den Kohleabbau, Kohleverarbeitung oder die kohlebasierte Energieerzeugung untersagt.
Im Juli 2021 trat die Bankengruppe der EU-Nachhaltigkeits-Initiative Green Consumption Pledge bei und verpflichtete sich, mehr Fonds mit Öko-Label zu verkaufen, die nachhaltige Berichterstattung zu stärken und die Kunden mehr über nachhaltige Finanzprodukte zu informieren. Die Verpflichtungen werden von der Tochtergesellschaft Erste Asset Managemet (EAM) umgesetzt.
Die Erste Group ist seit November 2021 Mitglied der UN-Brancheninitiative Net-Zero Banking Alliance (NZBA) und hat sich verpflichtet, spätestens bis zum Jahr 2050 ihre Kredit- und Anlageprodukte klimaneutral zu gestalten. Zeitgleich trat sie der Financial Initiative des UN Environmental Programm (UNEP FI) bei und verpflichtete sich zu den UN Prinzipien für verantwortungsvolles Banking.
Gemeinsam mit den Unternehmen Citigroup, Jefferies Group und Morgan Stanley fungierte die Erste Group als Joint Global Coordinator beim Gang an die Bukarester Börse von Hidroelectrica, einem Stromerzeuger von erneuerbaren Energien.
Im März 2024 investierte die Erste Group und ihre serbische Tochterbank Erste Bank a.d. Novi Sad gemeinsam mit der Europäischen Bank für Wiederaufbau und Entwicklung (EBRD) 91,4 Millionen Euro in die Entwicklung, den Bau und den Betrieb eines 94-MW-Windparks in Serbien.
Darüber hinaus finanzieren die Erste Group und ihre rumänische Tochtergesellschaft Banca Comercială Română (BCR) gemeinsam mit einem Beitrag von jeweils 32,66 Millionen Euro den von dem dänischen Unternehmen Eurowind Energy entwickelten 48-MW-Windpark Pecineaga, der im ersten Quartal 2025 in Betrieb genommen werden soll.